# Paul Klopsch
Paul Klopsch (* 2. Januar 1920 in Düsseldorf; † 6. Mai 2012 in Erlangen) war ein deutscher mittellateinischer Philologe. Er wirkte ab 1966 als Lehrstuhlinhaber  an der Universität Erlangen-Nürnberg.

## Leben
Paul Klopsch, Sohn von Jakob Klopsch, studierte nach dem Zweiten Weltkrieg Klassische Philologie und Lateinische Philologie des Mittelalters. Im Jahr 1953 heiratete er Eva Zahn. Aus der Ehe gingen zwei Kinder hervor. 1955 wurde er an der Universität zu Köln mit der Dissertation Der Wortschatz Notker Labeos auf dem Gebiet des Fühlens zum Doktor der Philosophie promoviert. Anschließend arbeitete er als Wissenschaftlicher Assistent an der Universität zu Köln und habilitierte sich dort 1964 für Mittellateinische Philologie. Noch im selben Jahr wechselte er als Lehrstuhlvertreter seines Faches an die Universität Erlangen-Nürnberg, wo zwei Jahre zuvor Franz Brunhölzl das Seminar für Lateinische Philologie des Mittelalters gegründet hatte. 1966 wurde Klopsch erst zum außerordentlichen, dann zum ordentlichen Professor für Lateinische Philologie des Mittelalters ernannt. Im Wintersemester 1987/1988 erfolgte Klopschs Emeritierung. Sein Nachfolger wurde Peter Christian Jacobsen.
Paul Klopsch war Spezialist für die mittellateinische Dichtung. Er verfasste Handbücher und Grundlagenliteratur, darunter die Einführung in die mittellateinische Verslehre (Darmstadt 1972), die Einführung in die Dichtungslehren des lateinischen Mittelalters (Darmstadt 1980) und Die mittellateinische Lyrik (Stuttgart 1983). Anlässlich seiner Emeritierung erschien eine Festschrift zu seinen Ehren (Göppingen 1988), herausgegeben von Udo Kindermann.